# Nordhackstedt
Nordhackstedt (en danois: Nørre Haksted) est une municipalité allemande située dans le land du Schleswig-Holstein et dans l'arrondissement de Schleswig-Flensbourg. En 2015, sa population est de 443 habitants.